# Primula cinerascens
Primula cinerascens är en viveväxtart som beskrevs av Adrien René Franchet. Primula cinerascens ingår i släktet vivor, och familjen viveväxter. Inga underarter finns listade i Catalogue of Life.